# 欧布瓦河畔茹埃
欧布瓦河畔茹埃（法語：Jouet-sur-l'Aubois，法語發音：[ʒwɛ syʁ lobwa]）是法国谢尔省的一个市镇，属于圣阿芒蒙龙区。

## 地理
欧布瓦河畔茹埃（47°2'43"N, 2°59'18"E）面积17.33 平方千米，位于法国中央-卢瓦尔河谷大区谢尔省，该省份为法国中部省份，北起卢瓦雷省，西接卢瓦-谢尔省和安德尔省，南至克勒兹省，东南接阿列省，东临涅夫勒省。
与欧布瓦河畔茹埃接壤的市镇（或旧市镇、城区）包括：库尔莱巴尔、马赛莱索比尼、梅讷图库蒂尔、托尔特龙、卢瓦尔河畔热尔米尼。

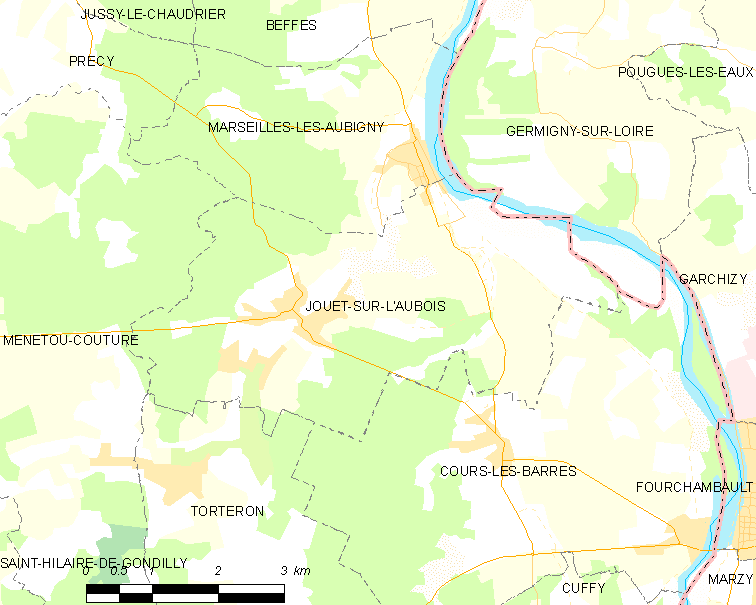
欧布瓦河畔茹埃的OSM定位图

欧布瓦河畔茹埃的时区为UTC+01:00、UTC+02:00（夏令时）。

## 行政
欧布瓦河畔茹埃的邮政编码为18320，INSEE市镇编码为18118。

## 政治
欧布瓦河畔茹埃所属的省级选区为欧布瓦河畔拉盖尔什县。

## 人口

1962-2008年间欧布瓦河畔茹埃人口变化图示

欧布瓦河畔茹埃于2022年1月1日时的人口数量为1306人。